# Derby (Iowa)
Derby es una ciudad situada en el condado de Lucas, en el estado de Iowa, Estados Unidos. Según el censo de 2010 tenía una población de 115 habitantes.

## Geografía
Según la Oficina del Censo de los Estados Unidos, la localidad tiene un área total de 0,67 km², la totalidad de los cuales 0,67 km² corresponden a tierra firme.

## Demografía
Según el censo de 2010, había 115 personas residiendo en la localidad. La densidad de población era de 171,64 hab./km². Había 55 viviendas con una densidad media de 82,09 viviendas/km². El 99,13% de los habitantes eran blancos, y el 0,87% pertenecía a dos o más razas. 